# Estación de Villacañas
Villacañas es una estación ferroviaria situada en el municipio español de Villacañas en la provincia de Toledo, comunidad autónoma de Castilla-La Mancha. Dispone de servicios de Media Distancia y cumple también funciones logísticas.
Inaugurada en 1854 por la construcción de la línea Madrid-Alicante, a mediados del sigo XX la estación llegó a ser un importante nudo ferroviario, donde se cruzaban varias líneas férreas. Sin embargo, en las últimas décadas su actividad ferroviaria ha decrecido significativamente. En la actualidad las instalaciones forman parte de la red de Adif.

## Situación ferroviaria
Se encuentra en la línea férrea de ancho ibérico Madrid-Valencia punto kilométrico 120,2 a 672,28 metros de altitud, entre las estaciones de El Romeral y Quero. El tramo es de vía doble y está electrificado.

## Historia

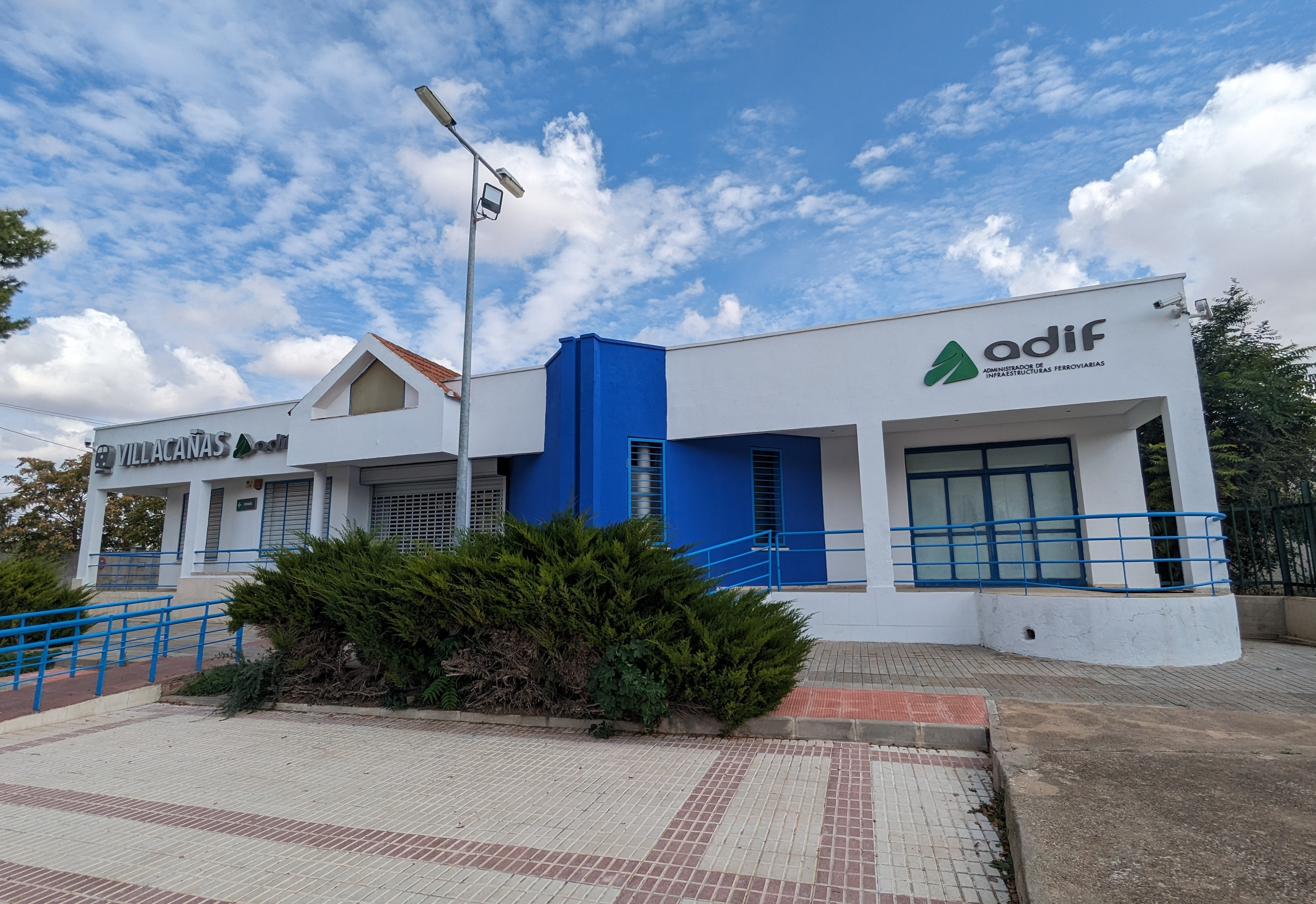
Edificio de viajeros

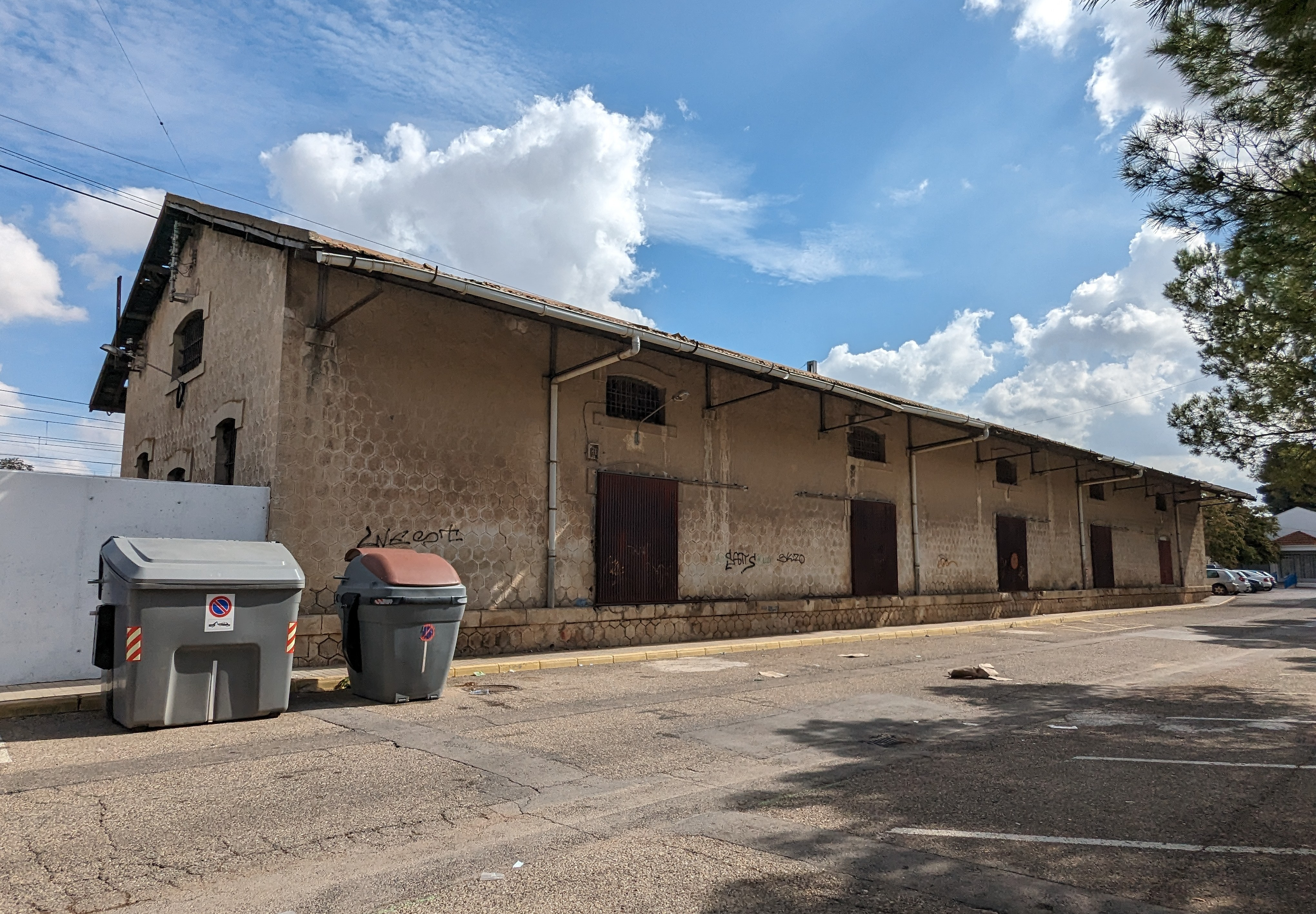
Muelle de carga

La estación fue inaugurada el 20 de junio de 1854 con la apertura del tramo Tembleque-Alcázar de San Juan de la línea férrea entre Madrid y Almansa que prolongaba el trazado original entre Madrid y Aranjuez y que tenía por objetivo final llegar a Alicante. Fue construida por parte de la Compañía del Camino de Hierro de Madrid a Aranjuez que tenía a José de Salamanca como su principal impulsor. El 1 de julio de 1856 José de Salamanca, que se había unido con la familia Rothschild y con la compañía du Chemin de Fer du Grand Central obtuvieron la concesión de la línea Madrid-Zaragoza que unida a la concesión entre Madrid y Alicante daría lugar al nacimiento de la Compañía de los Ferrocarriles de Madrid a Zaragoza y Alicante (MZA). 
Desde 1909 las instalaciones de MZA coexistieron con la estación de Villacañas-Prado, situada a poca distancia y cabecera de la línea Villacañas-Quintanar de la Orden. Aunque inicialmente esta era de vía estrecha, en 1929 el trazado fue reconvertido al ancho ibérico y se construyó un enlace con la línea principal de MZA, que permitía no tener que hacer transbordos entre ambas estaciones. Ello permitió el transporte por ferrocarril de numerosos productos agrícolas y vinícolas del a comarca de Quintana de la Orden. 
Durante la Guerra Civil el bando republicano construyó una línea férrea que enlazaba las estaciones de Villacañas y Santa Cruz de la Zarza, la cual entraría en servicio en 1938. Este ferrocarril constituía una prolongación de la llamada «Vía Negrín», que enlazaba Madrid con Tarancón —vía Torrejón de Ardoz— y cuya construcción había surgido debido al corte de las conunicaciones ferroviarias de la capital por parte del ejército franquista. En un comienzo su tráfico tuvo un carácter eminentemente militar. 
En 1941, con la nacionalización de los ferrocarriles de ancho ibérico, las instalaciones pasaron a manos de RENFE. En 1954 volvió a ser abierta al tráfico la línea Villacañas-Santa Cruz de la Zarza, tras haber estado inactiva durante años, si bien en octubre de 1965 volvería a ser clausurada —y posteriormente desmantelada— debido a su bajo rendimiento económico. El enlace con la línea Villacañas-Quintanar de la Orden también desaparecería tras la clausura de esta en 1985.
Desde el 31 de diciembre de 2004 Renfe Operadora explota la línea mientras que Adif es la titular de las instalaciones ferroviarias.

## La estación
La estación se encuentra al este del centro urbano. El edificio para viajeros es una estructura de base rectangular y planta baja con disposición lateral a las vías que no se corresponde con el inicialmente construido en los orígenes de la línea. Dispone de dos vías principales (vía 1 y 2) de las cuales se derivan las vías 3 y 4. La vía 5 es a su vez una derivación de la línea 3. A esta última accede el andén lateral mientras que el andén central de la estación está entre las vías 1 y 3. Dos marquesinas metálicas cubren cada andén. Dispone de cafetería, aseos y aparcamiento. El recinto está adaptado a las personas con discapacidad. 
Desde el 1 de enero de 2020 se encuentra cerrada la taquilla de venta de billetes. Para proveerse de ellos existen máquinas de autoventa en el andén.

## Servicios ferroviarios

### Media Distancia
Los servicios de Media Distancia que ofrece Renfe gracias a trenes MD, tienen como principales destinos Madrid, Albacete, Alcázar de San Juan, Ciudad Real y Jaén. 
| Línea MD | Trenes | Origen/Destino   |  | Destino/Origen               |
| -------- | ------ | ---------------- |  | ---------------------------- |
|          | MD     | Madrid-Chamartín |  | Ciudad Real                  |
| 57       | MD     | Madrid-Chamartín |  | Alcázar de San Juan Albacete |
| 58       | MD     | Madrid-Chamartín |  | Jaén                         |